# (10676) Jamesmcdanell
(10676) Jamesmcdanell est un astéroïde de la ceinture principale.

## Description
(10676) Jamesmcdanell est un astéroïde de la ceinture principale. Il fut découvert le 25 juin 1979 à Siding Spring par Eleanor Francis Helin et Schelte J. Bus. Il présente une orbite caractérisée par un demi-grand axe de 2,30 UA, une excentricité de 0,18 et une inclinaison de 3,4° par rapport à l'écliptique.

## Compléments